# Ciencia ficción en Cuba
La ciencia ficción cubana es el único caso en Latinoamérica en que el género se nutrió de la ciencia ficción soviética.
La fantasía en la literatura latinoamericana es de larga tradición. Cuba no es la excepción. Muchos autores de la llamada literatura tradicional o convencional, al alterar o jugar con categorías literarias como el tiempo, el absurdo o lo fantástico, rozaron las fórmulas del género. Alejo Carpentier y Virgilio Piñera son dos ejemplos. Sin embargo, la ciencia ficción no surge en la isla como un desprendimiento de la literatura fantástica (aunque posteriormente ambos géneros confluirán en la obra de algunos autores), sino como resultado de cambios sociales y ambientales.
Si bien ya en el siglo XIX Esteban Borrero había publicado algunos textos precursores, como Aventura de las hormigas, el género de ciencia ficción en Cuba nace propiamente con la Revolución a partir de la década de 1960.

## Etapas
La historia de la ciencia ficción cubana puede dividirse en tres etapas bien definidas:

### Primera etapa
Comienza en 1964, con la publicación del poemario La ciudad muerta de Korad de Oscar Hurtado, considerado el padre de la ciencia ficción cubana, y de ¿A dónde van los cefalomos? de Ángel Arango, decano del género. Junto con Miguel Collazo (El libro fantástico de Oaj), estos tres autores son representativos de una etapa donde se sentaron las bases el género en la isla. Otros escritores publicaron textos aislados. Esta etapa vio su fin en 1971, cuando la literatura cubana entró en lo que comúnmente es denominado el "quinquenio gris", en la que se oficializó el "realismo socialista" como única vía posible de expresión artística.

### Segunda etapa
El género regresa en 1978 con la publicación de Siffig y el Vramontono 45-A de Antonio Orlando Rodríguez y De Tulán, la lejana de Giordano Rodríguez, ambos títulos destinados al público infantil y juvenil, respectivamente, y la publicación de Las criaturas de Ángel Arango. 
En 1979, la Unión de Escritores y Artistas de Cuba, UNEAC, decide incluir la categoría de Ciencia Ficción a la convocatoria de los premios David, destinados a premiar la obra de autores noveles. Curiosamente, en un género literario dominado por los hombres, el galardón recae en una joven estudiante que cursaba sus estudios en la Universidad de La Habana, Daína Chaviano, quien obtiene el premio con su colección de relatos Los mundos que amo. 
A partir de entonces, y durante todo este período, varios autores comienzan a publicar obras. Surgen diversos estilos e intereses temáticos, que van desde la CF dura hasta los temas sociales e histórico-míticos de la Nueva Ola. Incluso aparece la primera novela cubana policiaca de ciencia ficción, Confrontación, de Juan Carlos Reloba y Rodolfo Pérez Valero.
En 1982, Daína Chaviano funda el primer taller literario de ciencia ficción en la historia de la isla, al que llamó "Oscar Hurtado" en honor al padre del género. Una revista de divulgación científica, Juventud Técnica, instituye su propio concurso de cuentos cortos. Otros medios, como el cine, la televisión y la radio, se hacen eco de la fuerza del género, al que incorporan en su programación habitual. 
Esta etapa comienza a languidecer en 1991, después que varias figuras claves de la joven ciencia ficción --entre ellos, Daína Chaviano, Chely Lima, Alberto Serret, Antonio Orlando Rodríguez, y otros-- deciden abandonar la isla. 
Esta etapa concluye definitivamente cuando se inicia el llamado "período especial" en la economía cubana, en que la industria editorial cae en crisis por escasez de papel y la capacidad de publicación se redujo al mínimo. 
El último premio David de ciencia ficción concedido en la isla fue entregado en 1990 al libro de cuentos La poza del ángel, ópera prima de la escritora habanera Gina Picart, quien también obtuvo, con el mismo título, el premio de narrativa Pinos Nuevos en 1993. 
De este modo, el único premio dedicado al género en Cuba fue inaugurado por una mujer, Daína Chaviano, y cerrado diez años después por otra autora. Una curiosidad digna de ser mencionada.

### Tercera etapa
Esta se inicia poco a poco con la paulatina recuperación de la economía del país. En 1994, aún dentro del "período especial", se crean un nuevo taller y una revista de ciencia ficción. El veterano Ángel Arango publica Sider y se realiza la primera convención de ciencia ficción. 
En los años subsiguientes, se hacen intentos poco exitosos de crear nuevas revistas y fanzines, y algunos autores publican en formato de folleto. En enero de 1999 aparece (en papel y con formato de boletín literario) miNatura, donde publicarían, durante un lustro, varios autores jóvenes (Yoss, Vladimir Hernández Pacín, Álex Padrón, Juan Pablo Noroña, Michel Encinosa Fú, Erick Mota, etc.), muchos de los cuales se habían comenzado a formar dentro del ahora desaparecido taller "Oscar Hurtado". Van tomando su espacio y explorando estilos como el ciberpunk y la ópera espacial.
En esta etapa em el cine destacan algunas obras de Jorge Molina, Eduardo del Llano y Miguel Coyula
Solamente en 2015 fueron editados 12 títulos, la mayoría de los cuales fueron presentados en la Feria del Libro de 2016.
En la Feria Internacional del Libro 2018 se presentaron una serie de ediciones cubanas de ciencia ficción de autores nacionales y extranjeros.

## Talleres literarios
- Taller "Oscar Hurtado", creado en 1981, se desintegró en 1989
- Taller "Julio Verne", desintegrado en 1989
- Taller "El hueco negro", creado en 1994
- Taller "Espiral", creado en 2000, desintegrado en 2008.
- Taller "Espacio Abierto", creado en el 2009 y activo actualmente.

Además de los talleres aquí mencionados, todos de La Habana, en diferentes provincias también existen y existieron talleres literarios de ciencia ficción

## Encuentros
- Ibeficción '94
- Quásar-Dragón 1995
- Cubaficción, desde 1996
- ANSIBLE, Encuentro Teórico y de Creación del género fantástico, desde 2004
- Concilio de Lorien, Festival de Arte y Literatura fantásticos, desde 2004
- Proyecto DIALFA-Hermes, reuniones mensuales todos los últimos sábados de cada mes en la Biblioteca Ruben Martínez Villena a la una de la tarde, desde principios del año 2007.
- Behique, evento con carácter anual, generalmente en el Centro Hispanoamericano de Cultura, desde 2008.
- Espacio Abierto, evento teórico con carácter anual, en el  Centro Onelio Jorge Cardoso desde 2009. Las ediciones más recientes se han efectuado en el Centro Hispanoamericano de la Cultura.